# 磷化亞銅
磷化亞銅是銅和磷的化合物，由銅的磷化物產生，通常状态下为黃灰色固体，具有很脆的晶體結構，不與水反應。
磷化亞銅是銅合金（例如磷青銅）中的重要組成之一。磷化亞銅是良好的銅脫氧劑。
磷化亞銅可以在反射爐或坩堝中制备，是將紅磷和富铜材料進行反應。磷化亞銅也可以通过紫外線照射次磷酸铜的光化学反应生成。
當磷化亞銅受到紫外線照射後，磷化亞銅就會釋出熒光。